# Alessio Federico Cristiano di Anhalt-Bernburg
Alessio Federico Cristiano di Anhalt-Bernburg (Ballenstedt, 12 giugno 1767 – Ballenstedt, 24 marzo 1834) è stato principe di Anhalt-Bernburg dal 1796 al 1807 e duca di Anhalt-Bernburg dal 1807 al 1834.

## Biografia
Alessio era il figlio primogenito del principe Federico Alberto di Anhalt-Bernburg e di sua moglie, Luisa Albertina di Schleswig-Holstein-Sonderburg-Plön, fratello maggiore di Paolina Cristina Guglielmina, che fu principessa reggente di Lippe.
Alla morte del padre, nel 1796, ottenne la reggenza del principato di Anhalt-Bernburg. Il territorio del principato passò dal 1797 alla linea di Anhalt-Zerbst, eccetto Coswig e Mühlingen, dal 1809 la città di Buro venne elevata a contea e nel 1812 la linea di Anhalt-Bernburg-Hoym vendette Hoym alla Prussia che fece della città un proprio exclave.
Fu un sovrano munifico, attento in particolare alle esigenze della Chiesa e dell'istruzione entro i confini del proprio stato. Tra i suoi interessi rientrarono anche la costruzione di strade che resero migliori i traffici del principato.
Pio e tollerante verso le altre religioni, nel 1820 accolse entrò i confini delle proprie terre l'Unione protestante. Nel 1826 entrò a far parte del Deutscher Zollverein.
Su interessamento dell'imperatore Francesco II, ottenne il titolo di duca nel 1807. Al crollo del Sacro Romano Impero, trovò rifugio a Dessau ed a Köthen. Sostenendo i contingenti militari di Napoleone in Tirolo, Spagna, Russia, Danzica ed a Kulm, ritornò in possesso dei propri territori dopo l'invasione francese della Germania. Il 1º dicembre 1813, aderì alla Confederazione del Reno e tra il 1814 ed il 1815 combatté in Belgio ed in Francia. L'8 giugno 1815 aderì alla Confederazione tedesca.
Alla morte del duca Leopoldo III di Anhalt-Dessau, nel 1817, divenne reggente per il giovane duca Luigi Augusto, che venne posto sotto la sua tutela, sin quando non morì anch'egli nel 1818.

## Matrimonio e figli

Il monogramma personale di Alessio Federico Cristiano.

A Kassel, il 29 novembre 1794 Alessio Federico Cristiano sposò in prime nozze Maria Federica (Hanau, 14 settembre 1768 - Hanau, 17 aprile 1839), figlia di Guglielmo I d'Assia. La coppia ebbe quattro figli:
- Caterina Guglielmina (Kassel, 1º gennaio 1796 - Kassel, 24 febbraio 1796);
- Guglielmina Luisa (Ballenstedt, 30 ottobre 1799 - Castello di Eller, 9 dicembre 1882), che sposò il principe Federico Guglielmo Ludovico di Prussia;
- Federico Amedeo (Ballenstedt, 19 aprile 1801 - Ballenstedt, 24 maggio 1801);
- Alessandro Carlo, duca di Anhalt-Bernburg (Ballenstedt, 2 marzo 1805 - Hoym, 19 agosto 1863).

L'unione ad ogni modo risultò estremamente infelice e la coppia divorziò nel 1817.
A Ballenstedt l'11 gennaio 1818, Alessio Federico Cristiano sposò in seconde nozze, morganaticamente, Dorotea Federica di Sonnenberg (Bernburg, 23 gennaio 1781 - Ballenstedt, 23 maggio 1818), che poco dopo il matrimonio venne nominata baronessa di Hoym. Il matrimonio purtroppo si concluse quattro mesi dopo con la morte di Dorotea.
A Bernburg il 2 maggio 1819 Alessio Federico Cristiano si risposò per la terza volta e per la seconda volta morganaticamente con Ernestina Carlotta di Sonnenberg (Bernburg, 19 febbraio 1789 - Ballenstedt, 28 settembre 1845), sorella della sua seconda moglie. Come la precedente, anche Ernestina venne creata baronessa di Hoym poco dopo il matrimonio. Questo matrimonio fu più duraturo ma non produsse figli alla coppia.

## Ascendenza
|                                                         |                                                                   |                                                           | Genitori                                                      |  |  | Nonni |  |  | Bisnonni                             |  |  | Trisnonni                              |  |
|                                                         |                                                                   |                                                           |                                                               |  |  |       |  |  | 8. Carlo Federico di Anhalt-Bernburg |  |  | 16. Vittorio Amedeo di Anhalt-Bernburg |  |
|                                                         |                                                                   |                                                           |                                                               |  |  |       |  |  | 8. Carlo Federico di Anhalt-Bernburg |  |  | 16. Vittorio Amedeo di Anhalt-Bernburg |  |
|                                                         |                                                                   | 17. Elisabetta del Palatinato-Zweibrücken-Veldenz         |                                                               |  |  |       |  |  | 8. Carlo Federico di Anhalt-Bernburg |  |  |                                        |  |
| 4. Vittorio Federico di Anhalt-Bernburg                 |                                                                   |                                                           |                                                               |  |  |       |  |  | 8. Carlo Federico di Anhalt-Bernburg |  |  |                                        |  |
|                                                         |                                                                   | 9. Sofia Albertina di Solms-Sonnenwalde                   | 18. Giorgio Federico di Solms-Sonnenwalde                     |  |  |       |  |  |                                      |  |  |                                        |  |
|                                                         |                                                                   | 9. Sofia Albertina di Solms-Sonnenwalde                   | 18. Giorgio Federico di Solms-Sonnenwalde                     |  |  |       |  |  |                                      |  |  |                                        |  |
|                                                         |                                                                   | 9. Sofia Albertina di Solms-Sonnenwalde                   | 19. Anna Sofia di Anhalt-Bernburg                             |  |  |       |  |  |                                      |  |  |                                        |  |
| 2. Federico Alberto di Anhalt-Bernburg                  |                                                                   | 9. Sofia Albertina di Solms-Sonnenwalde                   |                                                               |  |  |       |  |  |                                      |  |  |                                        |  |
|                                                         |                                                                   | 10. Alberto Federico di Brandeburgo-Schwedt               | 20. Federico Guglielmo I di Brandeburgo                       |  |  |       |  |  |                                      |  |  |                                        |  |
|                                                         |                                                                   | 10. Alberto Federico di Brandeburgo-Schwedt               | 20. Federico Guglielmo I di Brandeburgo                       |  |  |       |  |  |                                      |  |  |                                        |  |
|                                                         |                                                                   | 10. Alberto Federico di Brandeburgo-Schwedt               | 21. Sofia Dorotea di Schleswig-Holstein-Sonderburg-Glücksburg |  |  |       |  |  |                                      |  |  |                                        |  |
| 5. Albertina di Brandeburgo-Schwedt                     |                                                                   | 10. Alberto Federico di Brandeburgo-Schwedt               |                                                               |  |  |       |  |  |                                      |  |  |                                        |  |
|                                                         |                                                                   | 11. Maria Dorotea di Curlandia                            | 22. Federico Casimiro Kettler                                 |  |  |       |  |  |                                      |  |  |                                        |  |
|                                                         |                                                                   | 11. Maria Dorotea di Curlandia                            | 22. Federico Casimiro Kettler                                 |  |  |       |  |  |                                      |  |  |                                        |  |
|                                                         |                                                                   | 11. Maria Dorotea di Curlandia                            | 23. Sofia Amalia di Nassau-Siegen                             |  |  |       |  |  |                                      |  |  |                                        |  |
| 1. Alessio Federico Cristiano di Anhalt-Bernburg        |                                                                   | 11. Maria Dorotea di Curlandia                            |                                                               |  |  |       |  |  |                                      |  |  |                                        |  |
|                                                         | 12. Cristiano Carlo di Schleswig-Holstein-Sonderburg-Plön-Norburg | 24. Augusto di Schleswig-Holstein-Sonderburg-Plön-Norburg |                                                               |  |  |       |  |  |                                      |  |  |                                        |  |
|                                                         | 12. Cristiano Carlo di Schleswig-Holstein-Sonderburg-Plön-Norburg | 24. Augusto di Schleswig-Holstein-Sonderburg-Plön-Norburg |                                                               |  |  |       |  |  |                                      |  |  |                                        |  |
|                                                         | 12. Cristiano Carlo di Schleswig-Holstein-Sonderburg-Plön-Norburg | 25. Elisabetta Carlotta di Anhalt-Harzgerode              |                                                               |  |  |       |  |  |                                      |  |  |                                        |  |
| 6. Federico Carlo di Schleswig-Holstein-Sonderburg-Plön | 12. Cristiano Carlo di Schleswig-Holstein-Sonderburg-Plön-Norburg |                                                           |                                                               |  |  |       |  |  |                                      |  |  |                                        |  |
|                                                         |                                                                   | 13. Dorotea Cristina di Aichelberg                        | 26. Giovanni Francesco di Aichelberg                          |  |  |       |  |  |                                      |  |  |                                        |  |
|                                                         |                                                                   | 13. Dorotea Cristina di Aichelberg                        | 26. Giovanni Francesco di Aichelberg                          |  |  |       |  |  |                                      |  |  |                                        |  |
|                                                         |                                                                   | 13. Dorotea Cristina di Aichelberg                        | 27. Anna Sofia di Trautenburg                                 |  |  |       |  |  |                                      |  |  |                                        |  |
| 3. Luisa di Schleswig-Holstein-Sonderburg-Plön          |                                                                   | 13. Dorotea Cristina di Aichelberg                        |                                                               |  |  |       |  |  |                                      |  |  |                                        |  |
|                                                         |                                                                   | 14. Cristiano Detlov di Reventlow                         | 28. Corrado di Reventlow                                      |  |  |       |  |  |                                      |  |  |                                        |  |
|                                                         |                                                                   | 14. Cristiano Detlov di Reventlow                         | 28. Corrado di Reventlow                                      |  |  |       |  |  |                                      |  |  |                                        |  |
|                                                         |                                                                   | 14. Cristiano Detlov di Reventlow                         | 29. Anna Margherita di Gabel                                  |  |  |       |  |  |                                      |  |  |                                        |  |
| 7. Cristiana Irmingarda di Reventlow                    |                                                                   | 14. Cristiano Detlov di Reventlow                         |                                                               |  |  |       |  |  |                                      |  |  |                                        |  |
|                                                         |                                                                   | 15. Benedetta Margherita di Brockdorff                    | 30. Caio Bertram di Brockdorff                                |  |  |       |  |  |                                      |  |  |                                        |  |
|                                                         |                                                                   | 15. Benedetta Margherita di Brockdorff                    | 30. Caio Bertram di Brockdorff                                |  |  |       |  |  |                                      |  |  |                                        |  |
|                                                         |                                                                   | 15. Benedetta Margherita di Brockdorff                    | 31. Edvige Ranzau                                             |  |  |       |  |  |                                      |  |  |                                        |  |
|                                                         |                                                                   | 15. Benedetta Margherita di Brockdorff                    |                                                               |  |  |       |  |  |                                      |  |  |                                        |  |